# Campionati italiani assoluti di scherma del 1972
I Campionati italiani assoluti di scherma del 1972 sono stati organizzati dalla Federazione Italiana Scherma.
Nel fioretto, si sono aggiudicati i titoli dei campionati italiani Stefano Simoncelli, alla sua prima affermazione, e Antonella Ragno, che ha vinto il suo nono titolo nazionale femminile.
Il titolo della spada è andato a Gianluigi Saccaro, che ha bissato il titolo del 1961.
Nella sciabola Mario Tullio Montano ha vinto il suo primo titolo nazionale maschile.
Non si sono disputati, invece, i campionati italiani a squadre.

## Podi

### Uomini
| Specialità  | Oro                  | Argento | Bronzo |
| Individuali |                      |         |        |
| Fioretto    | Stefano Simoncelli   | -       | -      |
| Spada       | Gianluigi Saccaro    | -       | -      |
| Sciabola    | Mario Tullio Montano | -       | -      |

### Donne
| Specialità  | Oro             | Argento | Bronzo |
| Individuali |                 |         |        |
| Fioretto    | Antonella Ragno | -       | -      |